# Ervera
Ervera o Erbera o  Herbera es un núcleo de población en la localidad oscense de Benifons, del municipio de Montanuy, Aragón, España. Condado perteneciente a la familia Herbera de Binaced. 